# Cité internationale de la gastronomie de Lyon
La cité Internationale de la Gastronomie de Lyon est un lieu culturel entièrement consacré à la gastronomie, situé dans le Grand Hôtel-Dieu.
Il s'agit d'un des équipements culturels français à vocation touristique mis en place à la suite de l'inscription par l'UNESCO en 2010 du repas gastronomique des Français au patrimoine culturel immatériel de l'humanité. Elle fait partie du réseau des quatre cités de la gastronomie avec Dijon, Paris-Rungis et Tours. Son fil rouge thématique est le lien entre santé et alimentation.
Inaugurée le 19 octobre 2019, elle ferme ses portes avec la mise en place du premier confinement lié à la pandémie de Covid-19. Le 6 juillet 2020, la société chargée de l'exploitation, MagmaCultura, annonce que la cité ne rouvrira pas à cause des lourds impacts engendrés par la crise sanitaire du coronavirus.
La Cité ouvre à nouveau le 21 octobre 2022 dans une version entièrement remaniée par un comité de spécialistes locaux, le Comité Rabelais, avec une dotation annuelle de 1 million d'euros.

## Histoire

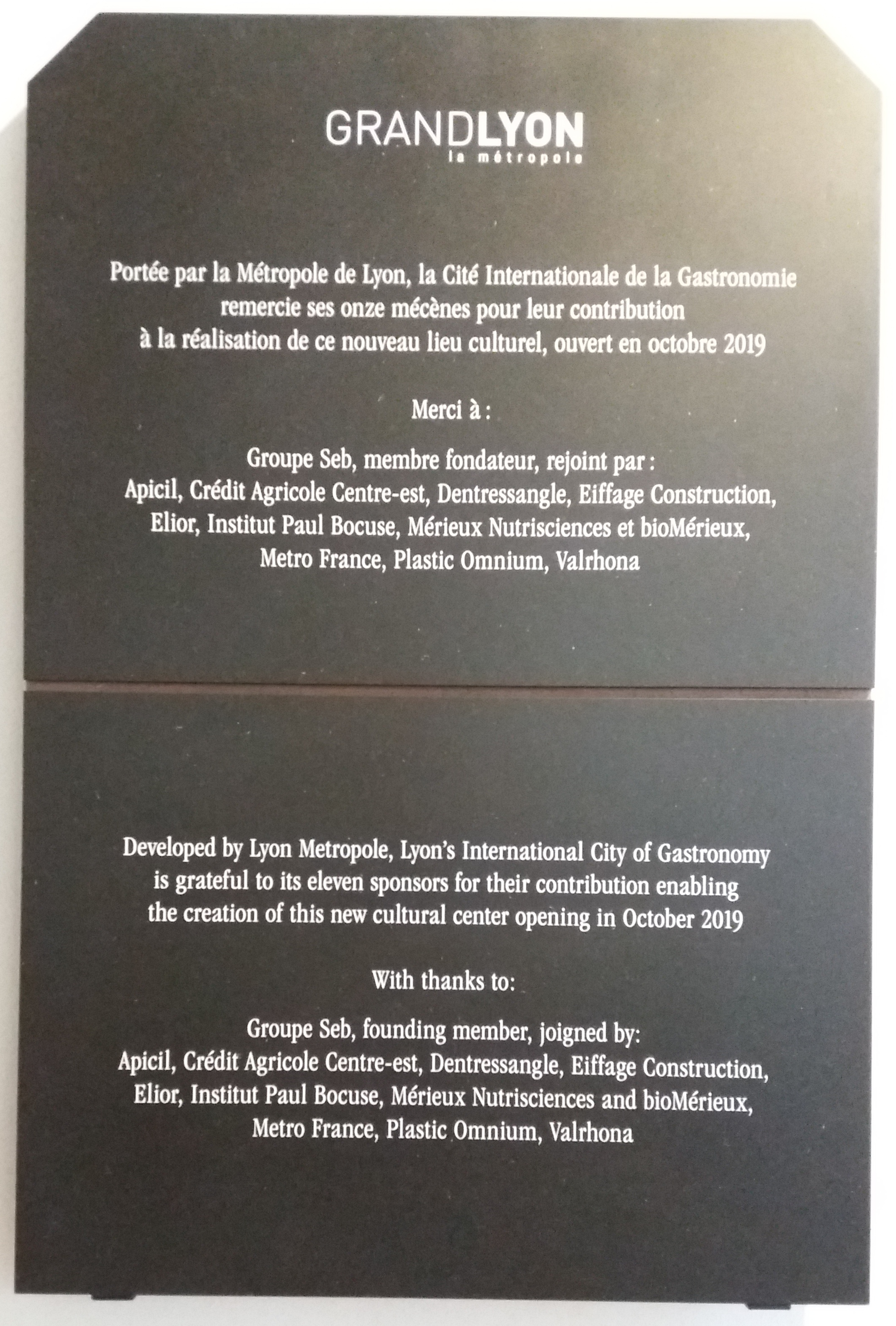
Remerciements aux mécènes.

Le projet de Cité de la Gastronomie de Lyon a été initié et piloté par la Métropole de Lyon, en partenariat avec la Ville de Lyon et l’État. Onze mécènes, experts dans le domaine de la gastronomie, de la nutrition et de la santé, ont soutenu la Cité et y ont contribué financièrement : le Groupe Seb, membre fondateur, Apicil, Crédit Agricole Centre-est, Dentressangle, Eiffage Construction, Elior, Institut Paul Bocuse, Mérieux Nutrisciences et bioMérieux, Metro France, Plastic Omnium, Valrhona.
Le groupe MagmaCultura a remporté l'appel d'offres lancé par la Métropole de Lyon, a proposé le concept et a géré l'exploitation du lieu de son ouverture le 19 octobre à sa fermeture quelques mois plus tard. 300 000 visiteurs par an étaient attendus.
Quelques semaines après son ouverture, le premier bilan des visiteurs est mitigé. Qualifiée de décevante, les responsables de l'institution envisagent d'ajouter des supports écrits ou multimédia. De plus, l'expérience dégustation, qui a le plus de succès, n'est accessible qu'après avoir payé l'entrée aux espaces.
Pour expliquer l'échec de la cité internationale, dans une interview accordée à l'AFP à la fermeture du lieu, le chef Régis Marcon déclare que « le démarrage ne s'est pas bien passé ; la scénographie était loupée. Il y avait un manque de lisibilité ; l'exposition n'allait pas dans le sens populaire et manquait de ligne directrice, même s'il y avait des choses réussies comme l'espace enfants » et confie ne « pas être surpris » par cette fermeture.
En octobre 2022 la Métropole de Lyon décide de sa réouverture en modifiant les salles d'expositions permanentes et en installant une exposition temporaire de longue durée dédiée à l'inscription du repas gastronomique des Français à l'Unesco, c'est l'exposition « Banquet ! ». Le succès est enfin au rendez vous[réf. nécessaire]. En 2024 l'exposition « Microbiote, d'après le charme discret de l'intestin » remplace « Banquet ! ». À l'automne 2024 la Biennale d'art Contemporain de Lyon installe un de ses espaces dans la Cité jusqu'au début 2025.
Durant les expositions une programmation gratuite faite de conférences, d'ateliers, festivals  et d'agitations culinaires sera  proposée mensuellement.
Depuis janvier 2025 la Cité est réservée aux privatisations évènementielles.

## Description
La cité occupe un espace de 4 000 m2, dans la partie ancienne de l'Hôtel-Dieu de Lyon datée du XVIe au XVIIIe siècle.
Elle proposait un parcours historique et des expositions temporaires, des ateliers de cuisine, des conférences et un espace ludique  et interactif réservé aux enfants de moins de 12 ans.

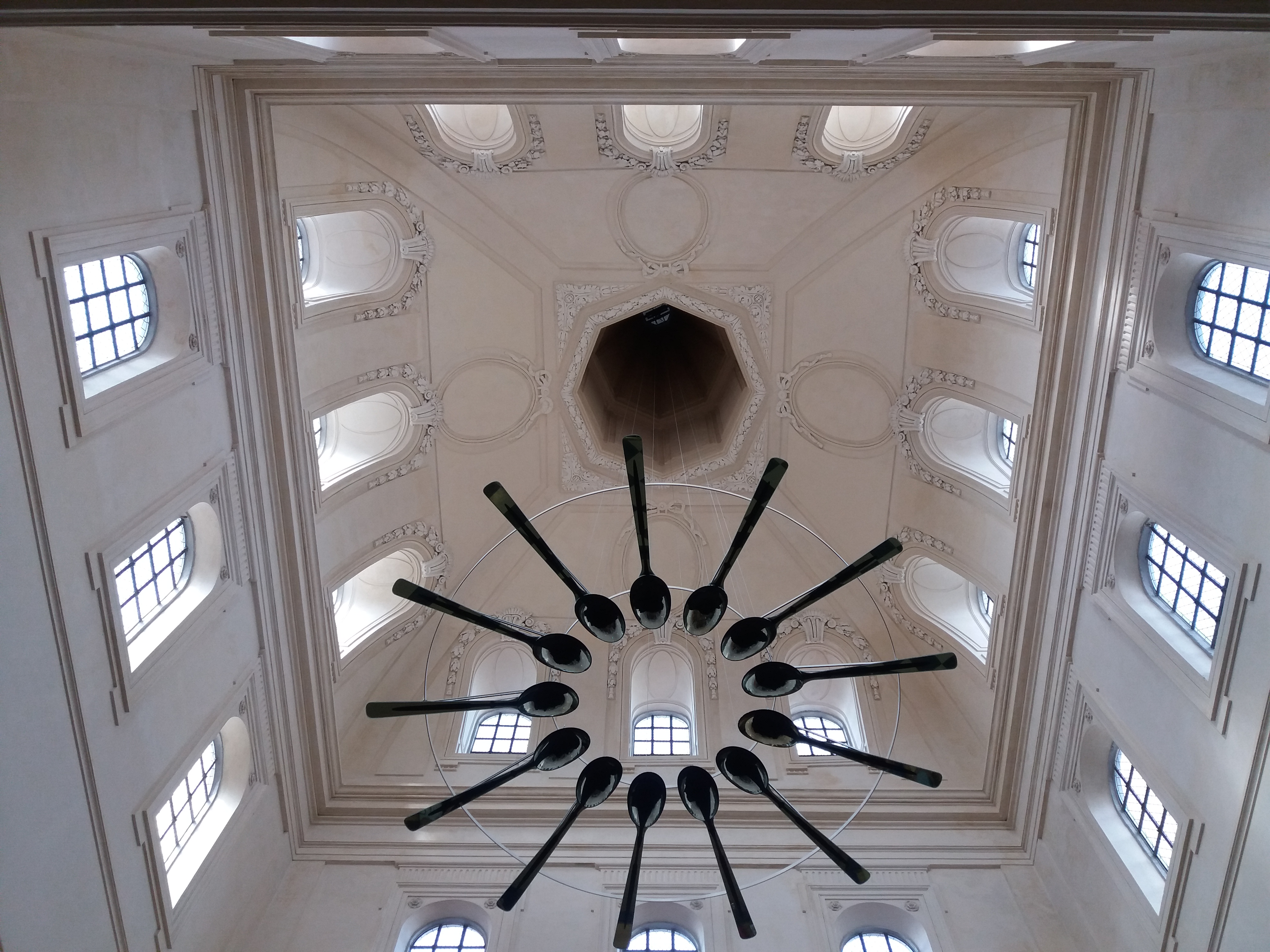
Dôme des Quatre-Rangs.

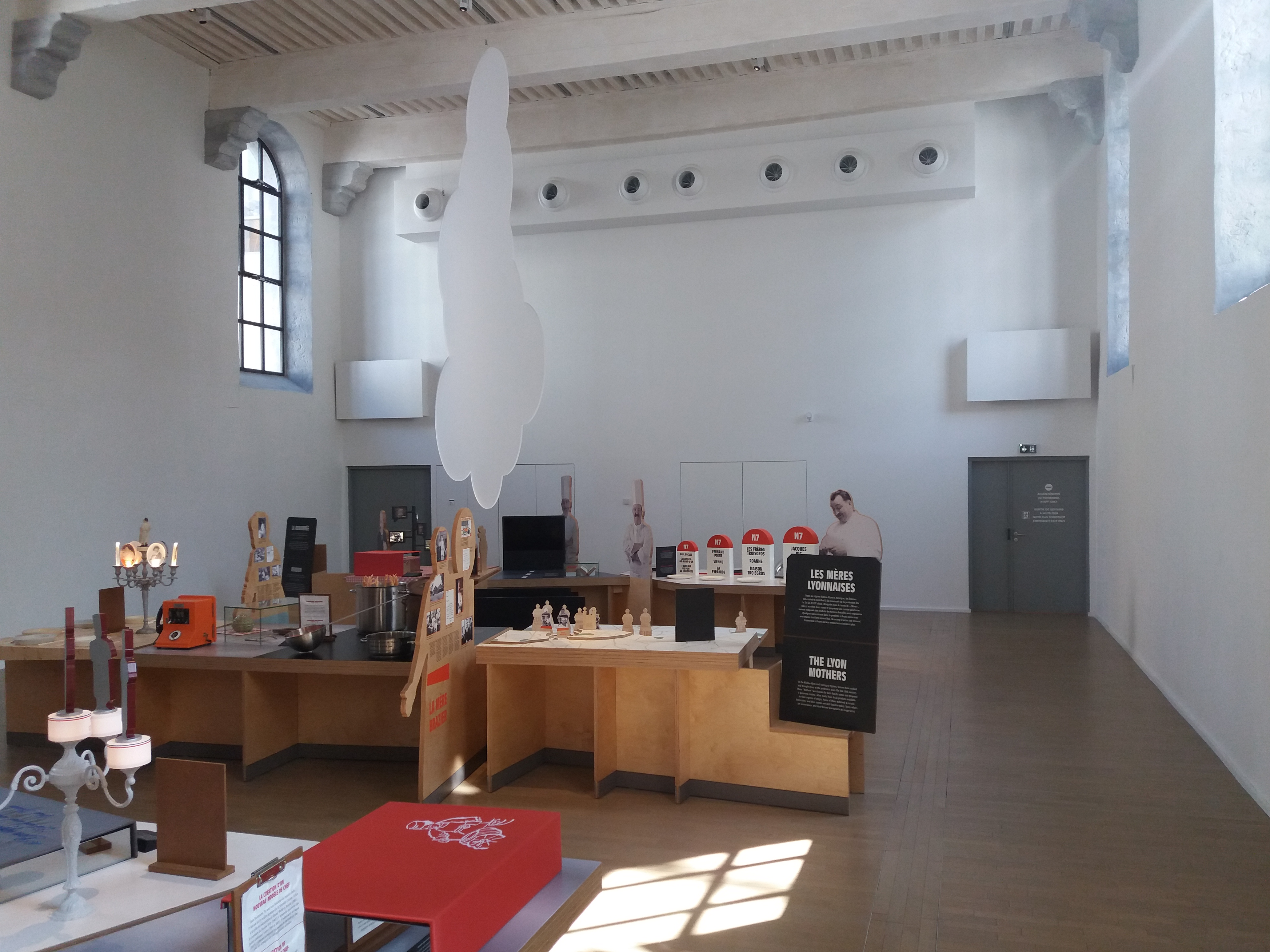
Salle des chefs lyonnais et mères lyonnaises.

L'autel et le chancel sont exposés sous le dôme des Quatre-Rangs. À cet endroit etait également accrochée la création de Vincent Breed représentant sous forme de lustre une assiette et treize cuillères qui rappelle le taux de survie des patients à l’Hôtel-Dieu  Les apothicaireries de la Charité, de l´ancien hôpital Hôtel-Dieu ainsi que la Salle de l'hôpital de la Charité ont été conservées, restaurées et 300 pots sont présentés aux visiteurs sous le grand dôme.